# Liste der Kulturdenkmale in Neuenstein (Hohenlohe)
In der Liste der Kulturdenkmale in Neuenstein sind alle Bau- und Kunstdenkmale der Stadt Neuenstein und ihrer Teilorte verzeichnet, die im Verzeichnis der unbeweglichen Bau- und Kunstdenkmale und der zu prüfenden Objekte des Landesamts für Denkmalpflege Baden-Württemberg verzeichnet sind.
Diese Liste ist nicht rechtsverbindlich. Eine rechtsverbindliche Auskunft ist auf Anfrage bei der Unteren Denkmalschutzbehörde des Hohenlohekreises erhältlich.

## Neuenstein
| Bild           | Bezeichnung                                               | Lage                                          | Datierung | Beschreibung                  | ID                       |
| -------------- | --------------------------------------------------------- | --------------------------------------------- | --------- | ----------------------------- | ------------------------ |
|                | Herrenmühle                                               | Neuenstein, Am Schwanensee 6 (Karte)          |           | Geschützt nach § 2 DSchG      | BW                       |
| Weitere Bilder | Stationsgebäude                                           | Neuenstein, Bahnhof 1 (Karte)                 |           | Geschützt nach § 2 DSchG      |                          |
|                | Evangelisches Pfarrhaus                                   | Neuenstein, Bahnhofstraße 1 (Karte)           |           | Geschützt nach § 2 DSchG      | BW                       |
|                | Wohnhaus                                                  | Neuenstein, Bahnhofstraße 8 (Karte)           |           | Geschützt nach § 28 DSchG     | BW                       |
| Weitere Bilder | Gasthaus zum Löwen                                        | Neuenstein, Bahnhofstraße 10 (Karte)          |           | Geschützt nach § 28 DSchG     |                          |
|                | Bauernhof                                                 | Neuenstein, Bernhardtsmühle 2, 2a, 2c (Karte) |           | Geschützt nach § 2 DSchG      | BW                       |
|                | Wohnhaus                                                  | Neuenstein, Bernhardsmühle 4 (Karte)          |           | Prüffall                      | BW                       |
|                | Mühlengebäude                                             | Neuenstein, Bernhardsmühle 5, 5a (Karte)      |           | Geschützt nach § 2 DSchG      | BW                       |
|                | Wohnhaus                                                  | Neuenstein, Bogengasse 15 (Karte)             |           | Geschützt nach § 2 DSchG      | BW                       |
|                | Doppelwohnhaus                                            | Neuenstein, Erbsenberg 14, 16 (Karte)         |           | Geschützt nach § 2 DSchG      | BW                       |
|                | Doppelwohnhaus                                            | Neuenstein, Erbsenberg 18, 20 (Karte)         |           | Geschützt nach § 2 DSchG      | BW                       |
|                | Gewölbekeller                                             | Neuenstein, Erbsenberg 22 (Karte)             |           | Geschützt nach § 2 DSchG      | BW                       |
|                | Gewölbekeller mit Rundbogenabgang                         | Neuenstein, Erbsenberg 28 (Karte)             |           | Geschützt nach § 2 DSchG      | BW                       |
|                | Ökonomiegebäude                                           | Neuenstein, Eschelbacher Straße 1 (Karte)     |           | Geschützt nach § 2 DSchG      | BW                       |
|                | Burgvogtei                                                | Neuenstein, Eschelbacher Straße 7, 9 (Karte)  |           | Geschützt nach § 2 DSchG      |                          |
|                | Gemeindeschafstall                                        | Neuenstein, Eschelbacher Straße 24 (Karte)    |           | Geschützt nach § 2 DSchG      | BW                       |
|                | Schafgärten                                               | Neuenstein, bei Eschelbacher Straße 24        |           | Geschützt nach § 2 DSchG      |                          |
|                | Mehrfamilienhaus                                          | Neuenstein, Fischgärten 15 (Karte)            |           | Geschützt nach § 2 DSchG      | BW                       |
|                | Haus des Schlosstorwächters                               | Neuenstein, Gerbergasse 11 (Karte)            |           | Geschützt nach § 2 DSchG      | BW                       |
|                | Fischer-Lager                                             | Neuenstein, Haller Straße 10 (Karte)          |           | Geschützt nach § 2 DSchG      | BW                       |
| Weitere Bilder | Wohn- und Geschäftshaus                                   | Neuenstein, Hintere Straße 8 (Karte)          |           | Geschützt nach § 2 DSchG      |                          |
| Weitere Bilder | Wohnhaus                                                  | Neuenstein, Hintere Straße 10 (Karte)         |           | Geschützt nach § 2 DSchG      |                          |
| Weitere Bilder | Wohnhaus                                                  | Neuenstein, Hintere Straße 12 (Karte)         |           | Geschützt nach § 2 DSchG      |                          |
|                | Wohn- und Geschäftshaus                                   | Neuenstein, Hintere Straße 19 (Karte)         |           | Geschützt nach § 2 DSchG      | BW                       |
|                | Ofenfuß und Gewölbekeller                                 | Neuenstein, Hintere Straße 22 (Karte)         |           | Geschützt nach § 2 DSchG      | BW                       |
| Weitere Bilder | Wohnhaus                                                  | Neuenstein, Hintere Straße 23 (Karte)         |           | Geschützt nach § 2 DSchG      |                          |
|                | Gewölbekeller                                             | Neuenstein, Hintere Straße 30, 32 (Karte)     |           | Geschützt nach § 2 DSchG      | BW                       |
|                | Zwei Wappensteine                                         | Neuenstein, Hintere Straße 34 (Karte)         |           | Geschützt nach § 2 DSchG      | BW                       |
|                | Friedhofskapelle und Friedhof                             | Neuenstein, Kirchensaller Straße 6, 8 (Karte) |           | Geschützt nach §§ 2, 28 DSchG |                          |
|                | Fachwerkgebäude                                           | Neuenstein, Kirchgasse 5 (Karte)              |           | Geschützt nach § 2 DSchG      | BW                       |
|                | Kleinkinderschule                                         | Neuenstein, Kirchgasse 7 (Karte)              |           | Geschützt nach § 2 DSchG      | BW                       |
|                | Reste der ersten Kapelle Neuensteins                      | Neuenstein, Kirchgasse 9 (Karte)              |           | Geschützt nach § 2 DSchG      | BW                       |
|                | Hofanlage                                                 | Neuenstein, Klumpenhof 3 (Karte)              |           | Geschützt nach § 2 DSchG      | BW                       |
|                | Wohnhaus                                                  | Neuenstein, Lehenstraße 6 (Karte)             |           | Geschützt nach § 2 DSchG      | BW                       |
|                | Bauplastik                                                | Neuenstein, Lehenstraße 7 (Karte)             |           | Geschützt nach § 2 DSchG      | BW                       |
|                | Doppeltenne-Stallscheuer                                  | Neuenstein, Lehenstraße 11 (Karte)            |           | Geschützt nach § 2 DSchG      | BW                       |
|                | Wohnhaus                                                  | Neuenstein, Lehenstraße 15 (Karte)            |           | Geschützt nach § 2 DSchG      | BW                       |
|                | Schulhaus                                                 | Neuenstein, Öhringer Straße 2 (Karte)         |           | Geschützt nach § 2 DSchG      | BW                       |
|                | Fürstliches Gartenhaus mit Kellerhaus und Fachwerkscheune | Neuenstein, Öhringer Straße 6, 8, 10 (Karte)  |           | Geschützt nach § 2 DSchG      | BW                       |
|                | Schleifmühle                                              | Neuenstein, Schleifmühle 1, 1a (Karte)        |           | Geschützt nach § 2 DSchG      |                          |
| Weitere Bilder | Wohnhaus                                                  | Neuenstein, Schlossstraße 1, 3, 5 (Karte)     |           | Geschützt nach § 28 DSchG     |                          |
| Weitere Bilder | Gasthof zum Grünen Baum                                   | Neuenstein, Schlossstraße 6 (Karte)           |           | Geschützt nach § 28 DSchG     |                          |
|                | Wohnhaus                                                  | Neuenstein, Schlossstraße 9 (Karte)           |           | Geschützt nach § 2 DSchG      | BW                       |
|                | Gasthaus                                                  | Neuenstein, Schlossstraße 11 (Karte)          |           | Geschützt nach § 2 DSchG      | BW                       |
|                | Wohn- und Geschäftshaus                                   | Neuenstein, Schlossstraße 18 (Karte)          |           | Geschützt nach § 2 DSchG      | BW                       |
| Weitere Bilder | Wohn- und Geschäftshaus                                   | Neuenstein, Schlossstraße 19 (Karte)          |           | Geschützt nach § 2 DSchG      |                          |
| Weitere Bilder | Rathaus                                                   | Neuenstein, Schlossstraße 20 (Karte)          |           | Geschützt nach § 28 DSchG     |                          |
| Weitere Bilder | Wohn- und Geschäftshaus                                   | Neuenstein, Schlossstraße 24 (Karte)          |           | Geschützt nach § 2 DSchG      |                          |
| Weitere Bilder | Wohn- und Geschäftshaus                                   | Neuenstein, Schlossstraße 33 (Karte)          |           | Geschützt nach § 2 DSchG      |                          |
| Weitere Bilder | Wohnhaus mit Ladenlokal                                   | Neuenstein, Schlossstraße 35 (Karte)          |           | Geschützt nach § 2 DSchG      |                          |
| Weitere Bilder | Wohnhaus                                                  | Neuenstein, Schlossstraße 36 (Karte)          |           | Geschützt nach § 2 DSchG      |                          |
|                | Wirtshausausleger und Gewölbekeller                       | Neuenstein, Schlossstraße 37, 37a (Karte)     |           | Geschützt nach § 2 DSchG      | BW                       |
|                | Altes Pfarrhaus                                           | Neuenstein, Schlossstraße 44 (Karte)          |           | Geschützt nach § 2 DSchG      | BW                       |
| Weitere Bilder | Wohn- und Geschäftshaus                                   | Neuenstein, Schlossstraße 45 (Karte)          |           | Geschützt nach § 2 DSchG      |                          |
| Weitere Bilder | Fräuleinsbau (Schnecke)                                   | Neuenstein, Schlossstraße 46 (Karte)          |           | Geschützt nach § 2 DSchG      |                          |
| Weitere Bilder | Evangelische Stadtkirche                                  | Neuenstein, Schlossstraße 47 (Karte)          |           | Geschützt nach § 28 DSchG     | Wikidata-Objekt anzeigen |
|                | Gefallenendenkmale                                        | Neuenstein, bei Schlossstraße 47              |           | Geschützt nach § 2 DSchG      |                          |
|                | Laufbrunnen                                               | Neuenstein, bei Schlossstraße 54 (Karte)      |           | Geschützt nach § 2 DSchG      |                          |
|                | Gewölbekeller der ehem. herrschaftlichen Zehntscheuer     | Neuenstein, Spitalgasse 7 (Karte)             |           | Geschützt nach § 2 DSchG      | BW                       |
| Weitere Bilder | Gewölbekeller                                             | Neuenstein, Spitalgasse 9 (Karte)             |           | Geschützt nach § 2 DSchG      |                          |
| Weitere Bilder | Herrschaftliches Badhaus                                  | Neuenstein, Spitalgasse 11 (Karte)            |           | Geschützt nach § 2 DSchG      |                          |
| Weitere Bilder | Spital                                                    | Neuenstein, Spitalgasse 13 (Karte)            |           | Geschützt nach § 12 DSchG     |                          |
|                | Wohnhaus                                                  | Neuenstein, Steige 4 (Karte)                  |           | Geschützt nach § 2 DSchG      | BW                       |
| Weitere Bilder | Gasthaus zur goldenen Sonne                               | Neuenstein, Vorstadt 2, 4 (Karte)             |           | Geschützt nach § 2 DSchG      |                          |
|                | Wohnhaus                                                  | Neuenstein, Vorstadt 18                       |           | Geschützt nach § 2 DSchG      |                          |
|                | Mühlengehöft                                              | Neuenstein, Windmühle 1 (Karte)               |           | Prüffall                      | BW                       |

### Sachgesamtheit Schloss Neuenstein
| Bild           | Bezeichnung        | Lage                                      | Datierung | Beschreibung              | ID |
| -------------- | ------------------ | ----------------------------------------- | --------- | ------------------------- | -- |
|                | Torhaus            | Neuenstein, Eschelbacher Straße 4 (Karte) |           | Geschützt nach § 2 DSchG  |    |
|                | Walkhaus           | Neuenstein, Eschelbacher Straße 8 (Karte) |           | Geschützt nach § 2 DSchG  |    |
|                | Einlaufbauwerk     | Neuenstein, bei Eschelbacher Straße 12    |           | Geschützt nach § 2 DSchG  |    |
| Weitere Bilder | Schloss Neuenstein | Neuenstein, Schlossstraße 49 (Karte)      |           | Geschützt nach § 28 DSchG |    |

### Sachgesamtheit Stadtbefestigung
| Bild           | Bezeichnung                              | Lage                                                  | Datierung | Beschreibung              | ID |
| -------------- | ---------------------------------------- | ----------------------------------------------------- | --------- | ------------------------- | -- |
|                | Stadtbefestigung                         | Neuenstein, Bogengasse 1, 3, 5, 7, 9, 11, 13          |           | Geschützt nach § 2 DSchG  |    |
|                | Stadtbefestigung                         | Neuenstein, Erbsenberg 10, 12, 14, 16, 18, 20, 22, 28 |           | Geschützt nach § 2 DSchG  |    |
|                | Stadtbefestigung                         | Neuenstein, Eschelbacher Straße 7, 9                  |           | Geschützt nach § 2 DSchG  |    |
|                | Stadtmauer                               | Neuenstein, Gerbergasse 5, 7, 9, 11                   |           | Geschützt nach § 2 DSchG  |    |
|                | Stadtmauer                               | Neuenstein, Hintere Straße 26                         |           | Geschützt nach § 2 DSchG  |    |
|                | Schanz                                   | Neuenstein, Mauerweg                                  |           | Geschützt nach § 2 DSchG  |    |
|                | Turmstumpf des Rind- oder Franzosenturms | Neuenstein, nördlich Schleifmühle                     |           | Geschützt nach § 28 DSchG |    |
| Weitere Bilder | Bürgerturm                               | Neuenstein, Schlossstraße 8                           |           | Geschützt nach § 28 DSchG |    |
|                | Türmle                                   | Neuenstein, Spitalgasse 7 (Karte)                     |           | Geschützt nach § 2 DSchG  |    |
|                | Stadtmauer                               | Neuenstein, Spitalgasse 9, 11, 13                     |           | Geschützt nach § 2 DSchG  |    |

## Eschelbach
| Bild | Bezeichnung         | Lage                                     | Datierung | Beschreibung              | ID |
| ---- | ------------------- | ---------------------------------------- | --------- | ------------------------- | -- |
|      | Friedhof            | Eschelbach (Karte)                       |           | Geschützt nach § 2 DSchG  | BW |
|      | Kleinbauernhaus     | Eschelbach, Frankenstraße 6 (Karte)      |           | Geschützt nach § 2 DSchG  | BW |
|      | Wirtshausausleger   | Eschelbach, Häuserstraße 2 (Karte)       |           | Geschützt nach § 2 DSchG  | BW |
|      | Neues Pfarrhaus     | Eschelbach, Herdgasse                    |           | Geschützt nach § 2 DSchG  |    |
|      | Zehntscheune        | Eschelbach, Herdgasse 4 (Karte)          |           | Prüffall                  | BW |
|      | Fachwerkscheune     | Eschelbach, Kelterstraße 9/2 (Karte)     |           | Geschützt nach § 2 DSchG  | BW |
|      | Kelter              | Eschelbach, Kelterstraße 53, 53a (Karte) |           | Geschützt nach § 2 DSchG  | BW |
|      | Evangelische Kirche | Eschelbach, Stolzfeldstraße 10 (Karte)   |           | Geschützt nach § 28 DSchG | BW |
|      | Altes Pfarrhaus     | Eschelbach, Stolzfeldstraße 12 (Karte)   |           | Geschützt nach § 2 DSchG  | BW |

## Grünbühl
| Bild | Bezeichnung         | Lage                                         | Datierung | Beschreibung             | ID |
| ---- | ------------------- | -------------------------------------------- | --------- | ------------------------ | -- |
|      | Gasthaus zum Ochsen | Grünbühl, Grünbühl 7, 8 (Karte)              |           | Geschützt nach § 2 DSchG | BW |
|      | Altes Schulhaus     | Grünbühl, Grünbühl 13 (Karte)                |           | Geschützt nach § 2 DSchG | BW |
|      | Kriegerdenkmal      | Grünbühl, neben Grünbühl 13                  |           | Geschützt nach § 2 DSchG |    |
|      | Wohnhaus            | Grünbühl, Grünbühl 24 (Karte)                |           | Geschützt nach § 2 DSchG | BW |
|      | Vier Grenzsteine    | Grünbühl, Gewanne Kugeläcker und Klingenfeld |           | Geschützt nach § 2 DSchG |    |
|      | Brauereigasthaus    | Grünbühl, Hohebuch 17 (Karte)                |           | Prüffall                 | BW |
|      | Inschrifttafel      | Grünbühl, an Kesselhof 7 (Karte)             |           | Geschützt nach § 2 DSchG | BW |
|      | Backhaus            | Grünbühl, hinter Lohe 6 (Karte)              |           | Geschützt nach § 2 DSchG | BW |
|      | Käppler-Roth-Hof    | Grünbühl, Obereppach 8 (Karte)               |           | Geschützt nach § 2 DSchG | BW |
|      | Inschriftstein      | Grünbühl-Untereppach, Am Mühlberg 4          |           | Geschützt nach § 2 DSchG |    |
|      | Wohnhaus            | Grünbühl, Waldsall 1 (Karte)                 |           | Geschützt nach § 2 DSchG | BW |
|      | Wohnhaus            | Grünbühl, Waldsall 3 (Karte)                 |           | Geschützt nach § 2 DSchG | BW |

## Kesselfeld
| Bild           | Bezeichnung                         | Lage                                                    | Datierung | Beschreibung              | ID |
| -------------- | ----------------------------------- | ------------------------------------------------------- | --------- | ------------------------- | -- |
|                | Doppeltennenscheune                 | Kesselfeld, Lindiger Straße 11 (Karte)                  |           | Geschützt nach § 2 DSchG  | BW |
|                | Kelter                              | Kesselfeld, Lindiger Straße 42 (Karte)                  |           | Geschützt nach § 2 DSchG  | BW |
| Weitere Bilder | Evangelische Kirche Maria Magdalena | Kesselfeld, Ringstraße 4 (Karte)                        |           | Geschützt nach § 28 DSchG |    |
|                | Fachwerkscheune                     | Kesselfeld, Ringstraße 2, Waldenburger Straße 6 (Karte) |           | Geschützt nach § 2 DSchG  | BW |
|                | Bauernhof                           | Kesselfeld, Wiesenweg 10 (Karte)                        |           | Geschützt nach § 2 DSchG  | BW |
|                | Bahnwärterhaus                      | Kesselfeld, Hohrain 3 (Karte)                           |           | Geschützt nach § 2 DSchG  | BW |
|                | Mühlengehöft                        | Kesselfeld, Hohrain 6 (Karte)                           |           | Geschützt nach § 2 DSchG  | BW |
|                | Backhaus mit Kleinviehstall         | Kesselfeld, Pfaffenweiler 2 (Karte)                     |           | Geschützt nach § 2 DSchG  | BW |

## Kirchensall
| Bild           | Bezeichnung               | Lage                                     | Datierung | Beschreibung              | ID |
| -------------- | ------------------------- | ---------------------------------------- | --------- | ------------------------- | -- |
|                | Friedhof                  | Kirchensall, Friedhofstraße (Karte)      |           | Geschützt nach § 2 DSchG  | BW |
|                | Hofanlage                 | Kirchensall, Friedhofstraße 3 (Karte)    |           | Geschützt nach § 2 DSchG  | BW |
|                | Bauernhaus                | Kirchensall, Friedhofstraße 6 (Karte)    |           | Geschützt nach § 2 DSchG  | BW |
|                | Schulhaus                 | Kirchensall, Kirchenweg 1 (Karte)        |           | Geschützt nach § 2 DSchG  | BW |
| Weitere Bilder | Evangelische Marienkirche | Kirchensall, Kirchenweg 2 (Karte)        |           | Geschützt nach § 28 DSchG |    |
|                | Evangelisches Pfarrhaus   | Kirchensall, Kirchenweg 4, 4a (Karte)    |           | Geschützt nach § 2 DSchG  | BW |
|                | Sühnekreuz                | Kirchensall, vor Langensall 39           |           | Geschützt nach § 2 DSchG  |    |
|                | Bauernhof                 | Kirchensall, Mainhardtsall 4, 4a (Karte) |           | Geschützt nach § 2 DSchG  | BW |
|                | Wohnhaus                  | Kirchensall, Mainhardtsall 8 (Karte)     |           | Geschützt nach § 2 DSchG  | BW |
|                | Backhäuschen              | Kirchensall, Mainhardtsall 15a (Karte)   |           | Geschützt nach § 2 DSchG  | BW |

## Kleinhirschbach
| Bild | Bezeichnung                 | Lage                                           | Datierung | Beschreibung              | ID |
| ---- | --------------------------- | ---------------------------------------------- | --------- | ------------------------- | -- |
|      | Wohnhaus                    | Kleinhirschbach, Weinsbacher Straße 5 (Karte)  |           | Geschützt nach § 2 DSchG  | BW |
|      | Wohnhaus                    | Kleinhirschbach, Weinsbacher Straße 7 (Karte)  |           | Geschützt nach § 2 DSchG  | BW |
|      | Wohnhaus                    | Kleinhirschbach, Weinsbacher Straße 16 (Karte) |           | Prüffall                  | BW |
|      | Hofanlage                   | Kleinhirschbach, Weinsbacher Straße 17 (Karte) |           | Prüffall                  | BW |
|      | Hofanlage                   | Kleinhirschbach, Döttenweiler 2 (Karte)        |           | Geschützt nach § 2 DSchG  | BW |
|      | Reste der Burg Döttenweiler | Kleinhirschbach, Gewann Schlossbüschle (Karte) |           | Geschützt nach § 2 DSchG  | BW |
|      | Grenzstein                  | Kleinhirschbach, Gewann Rötlesäcker            |           | Geschützt nach § 2 DSchG  |    |
|      | Bauernhaus                  | Kleinhirschbach, Emmertshof 1 (Karte)          |           | Geschützt nach § 2 DSchG  | BW |
|      | Hofanlage                   | Kleinhirschbach, Emmertshof 2 (Karte)          |           | Geschützt nach § 2 DSchG  | BW |
|      | Kriegerdenkmal              | Großhirschbach, Metzdorfer Straße              |           | Geschützt nach § 2 DSchG  |    |
|      | Wohnhaus                    | Großhirschbach, Metzdorfer Straße 14 (Karte)   |           | Geschützt nach § 28 DSchG | BW |
|      | Hofanlage                   | Großhirschbach, Metzdorfer Straße 20           |           | Geschützt nach § 28 DSchG |    |
|      | Ettertafel                  | Löschenhirschbach, Buchfeldstraße (Karte)      |           | Geschützt nach § 2 DSchG  | BW |
|      | Wohnhaus                    | Löschenhirschbach, Buchfeldstraße 18 (Karte)   |           | Geschützt nach § 2 DSchG  | BW |
|      | Wohnhaus                    | Löschenhirschbach, Buchfeldstraße 25 (Karte)   |           | Geschützt nach § 2 DSchG  | BW |
|      | Hofanlage                   | Löschenhirschbach, Rotweg 2                    |           | Geschützt nach § 2 DSchG  |    |
|      | Ofen- bzw. Kellerhaus       | Kleinhirschbach, Stolzeneck 1a (Karte)         |           | Geschützt nach § 2 DSchG  | BW |

## Neureut
| Bild           | Bezeichnung     | Lage                             | Datierung | Beschreibung              | ID |
| -------------- | --------------- | -------------------------------- | --------- | ------------------------- | -- |
|                | Bauernhaus      | Neureut, Neureut 2 (Karte)       |           | Geschützt nach § 2 DSchG  | BW |
|                | Bauernhaus      | Neureut, Neureut 10, 10c (Karte) |           | Prüffall                  | BW |
| Weitere Bilder | Neufelser Mühle | Neureut, Neufels 1, 1/1 (Karte)  |           | Geschützt nach § 2 DSchG  |    |
|                | Wohnhaus        | Neureut, Neufels 17              |           | Prüffall                  |    |
|                | Wohnstallhaus   | Neureut, Neufels 18 (Karte)      |           | Prüffall                  | BW |
|                | Burg Neufels    | Neureut (Karte)                  |           | Geschützt nach § 28 DSchG | BW |

## Obersöllbach
| Bild | Bezeichnung         | Lage                                               | Datierung | Beschreibung             | ID |
| ---- | ------------------- | -------------------------------------------------- | --------- | ------------------------ | -- |
|      | Inschrifttafel      | Obersöllbach, Ahornweg 1 (Karte)                   |           | Geschützt nach § 2 DSchG | BW |
|      | Bauernhaus          | Obersöllbach, Ahornweg 6 (Karte)                   |           | Geschützt nach § 2 DSchG | BW |
|      | Backhaus            | Obersöllbach, hinter Eisenbrunnenstraße 12 (Karte) |           | Geschützt nach § 2 DSchG | BW |
|      | Scheune             | Obersöllbach, Eichbrunnenstraße 13 (Karte)         |           | Geschützt nach § 2 DSchG | BW |
|      | Wohnhaus            | Obersöllbach, Eichbrunnenstraße 17 (Karte)         |           | Prüffall                 | BW |
|      | Ettertafel          | Obersöllbach, neben Michelbacher Straße 4 (Karte)  |           | Geschützt nach § 2 DSchG | BW |
|      | Doppeltennenscheune | Obersöllbach, Michelbacher Straße 9 (Karte)        |           | Geschützt nach § 2 DSchG | BW |
|      | Schul- und Rathaus  | Obersöllbach, Turmweg 5 (Karte)                    |           | Geschützt nach § 2 DSchG | BW |
|      | Schutzhütte         | Obersöllbach, Gewann Pfaffenberg                   |           | Geschützt nach § 2 DSchG |    |